# Étoile de Bessèges 2022
52. ročník etapového cyklistického závodu Étoile de Bessèges – Tour du Gard se konal mezi 2. a 6. únorem 2022 ve francouzském departementu Gard. Celkovým vítězem se stal Francouz Benjamin Thomas z týmu Cofidis. Na druhém a třetím místě se umístili Ital Alberto Bettiol (EF Education–EasyPost) a Nor Tobias Halland Johannessen (Uno-X Pro Cycling Team). Závod byl součástí UCI Europe Tour 2022 na úrovni 2.1.

## Týmy
Závodu se zúčastnilo 9 z 18 UCI WorldTeamů, 9 UCI ProTeamů a 3 UCI Continental týmy. Každý tým přijel se sedmi jezdci kromě týmů UAE Team Emirates a Team BikeExchange–Jayco se šesti jezdci, na start se tedy postavilo 159 závodníků. Do cíle v Alès dojelo 123 z nich.
UCI WorldTeamy
- AG2R Citroën Team
- Cofidis
- EF Education–EasyPost
- Groupama–FDJ
- Ineos Grenadiers
- Intermarché–Wanty–Gobert Matériaux
- Israel–Premier Tech
- Trek–Segafredo
- UAE Team Emirates

UCI ProTeamy
- Alpecin–Fenix
- Arkéa–Samsic
- B&B Hotels–KTM
- Bardiani–CSF–Faizanè
- Bingoal Pauwels Sauces WB
- Equipo Kern Pharma
- Sport Vlaanderen–Baloise
- Team TotalEnergies
- Uno-X Pro Cycling Team

UCI Continental týmy
- Go Sport–Roubaix–Lille Métropole
- St. Michel–Auber93
- Team U Nantes Atlantique

## Trasa a etapy
| Etapa         | Datum         | Trasa                                    | Vzdálenost    | Typ       | Typ                  | Vítěz                            |
| ------------- | ------------- | ---------------------------------------- | ------------- | --------- | -------------------- | -------------------------------- |
| 1             | 2. února      | Bellegarde – Bellegarde                  | 160,86 km     |           | Rovinatá etapa       | Mads Pedersen (DEN)              |
| 2             | 3. února      | Saint-Christol-lès-Alès – Rousson        | 156,21 km     |           | Zvlněná etapa        | Bryan Coquard (FRA)              |
| 3             | 4. února      | Bessèges – Bessèges                      | 155,65 km     |           | Zvlněná etapa        | Benjamin Thomas (FRA)            |
| 4             | 5. února      | Saint-Hilaire-de-Brethmas – Mont Bouquet | 146,71 km     |           | Horská etapa         | Tobias Halland Johannessen (NOR) |
| 5             | 6. února      | Alès – Alès                              | 10,63 km      |           | Individuální časovka | Filippo Ganna (ITA)              |
| Celková délka | Celková délka | Celková délka                            | Celková délka | 630,06 km | 630,06 km            | 630,06 km                        |

## Průběžné pořadí
| Etapa          | Vítěz                      | Celkové pořadí  | Bodovací soutěž            | Vrchařská soutěž | Soutěž mladých jezdců      | Soutěž týmů        |
| -------------- | -------------------------- | --------------- | -------------------------- | ---------------- | -------------------------- | ------------------ |
| 1              | Mads Pedersen              | Mads Pedersen   | Mads Pedersen              | Matis Louvel     | Arne Marit                 | Team TotalEnergies |
| 2              | Bryan Coquard              | Mads Pedersen   | Mads Pedersen              | Martí Márquez    | Tobias Halland Johannessen | Team TotalEnergies |
| 3              | Benjamin Thomas            | Benjamin Thomas | Alberto Bettiol            | Jérémy Cabot     | Tobias Halland Johannessen | Team TotalEnergies |
| 4              | Tobias Halland Johannessen | Benjamin Thomas | Tobias Halland Johannessen | Jérémy Cabot     | Tobias Halland Johannessen | Team TotalEnergies |
| 5              | Filippo Ganna              | Benjamin Thomas | Mads Pedersen              | Jay Vine         | Tobias Halland Johannessen | Team TotalEnergies |
| Konečné pořadí | Konečné pořadí             | Benjamin Thomas | Mads Pedersen              | Jay Vine         | Tobias Halland Johannessen | Team TotalEnergies |

- Ve 2. etapě nosil Hugo Hofstetter, jenž byl druhý v bodovací soutěži, žlutý dres pro lídra bodovací soutěže, protože lídr této klasifikace, Mads Pedersen, nosil oranžový dres pro lídra celkového pořadí. Ze stejného důvodu nosil Mathieu Burgaudeau žlutý dres ve 3. etapě.
- Po 3. etapě byl Bruno Armirail prohlášen lídrem vrchařské soutěže a objevil se na pódiu v modrém trikotu. Před 4. etapou však byly opraveny výsledky vrchařské prémie na Col de Portes ze 3. etapy, tímpádem se novým lídrem soutěže stal Jérémy Cabot a nosil tak modrý dres ve 4. etapě.[7]
- V 5. etapě nosil Pau Miquel, jenž byl druhý v soutěži mladých jezdců, bílý dres pro lídra soutěže mladých jezdců, protože vedoucí závodník této klasifikace, Tobias Halland Johannessen nosil žlutý dres pro lídra bodovací soutěže.

## Konečné pořadí
| Legenda | Legenda                         | Legenda | Legenda                               |
| ------- | ------------------------------- | ------- | ------------------------------------- |
|         | Označuje lídra celkového pořadí |         | Označuje lídra vrchařské soutěže      |
|         | Označuje lídra bodovací soutěže |         | Označuje lídra soutěže mladých jezdců |

### Celkové pořadí
| Pořadí | Jezdec                           | Tým                    | Čas         |
| ------ | -------------------------------- | ---------------------- | ----------- |
| 1      | Benjamin Thomas (FRA)            | Cofidis                | 14h 39' 32" |
| 2      | Alberto Bettiol (ITA)            | EF Education–EasyPost  | + 16"       |
| 3      | Tobias Halland Johannessen (NOR) | Uno-X Pro Cycling Team | + 32"       |
| 4      | Pierre Latour (FRA)              | Team TotalEnergies     | + 34"       |
| 5      | Mathieu Burgaudeau (FRA)         | Team TotalEnergies     | + 1' 02"    |
| 6      | Diego Ulissi (ITA)               | UAE Team Emirates      | + 1' 09"    |
| 7      | Connor Swift (GBR)               | Arkéa–Samsic           | + 1' 13"    |
| 8      | Thibault Guernalec (FRA)         | Arkéa–Samsic           | + 1' 22"    |
| 9      | Toms Skujiņš (LAT)               | Trek–Segafredo         | + 1' 48"    |
| 10     | Quentin Pacher (FRA)             | Groupama–FDJ           | + 1' 56"    |

### Bodovací soutěž
| Pořadí | Jezdec                           | Tým                    | Body |
| ------ | -------------------------------- | ---------------------- | ---- |
| 1      | Mads Pedersen (DEN)              | Trek–Segafredo         | 65   |
| 2      | Benjamin Thomas (FRA)            | Cofidis                | 64   |
| 3      | Alberto Bettiol (ITA)            | EF Education–EasyPost  | 62   |
| 4      | Tobias Halland Johannessen (NOR) | Uno-X Pro Cycling Team | 58   |
| 5      | Bryan Coquard (FRA)              | Cofidis                | 37   |
| 6      | Pierre Latour (FRA)              | Team TotalEnergies     | 36   |
| 7      | Filippo Ganna (ITA)              | Ineos Grenadiers       | 34   |
| 8      | Clément Champoussin (FRA)        | AG2R Citroën Team      | 34   |
| 9      | Jay Vine (AUS)                   | Alpecin–Fenix          | 31   |
| 10     | Hugo Hofstetter (FRA)            | Arkéa–Samsic           | 29   |

### Vrchařská soutěž
| Pořadí | Jezdec                           | Tým                                | Body |
| ------ | -------------------------------- | ---------------------------------- | ---- |
| 1      | Jay Vine (AUS)                   | Alpecin–Fenix                      | 18   |
| 2      | Jérémy Cabot (FRA)               | Team TotalEnergies                 | 18   |
| 3      | Tobias Halland Johannessen (NOR) | Uno-X Pro Cycling Team             | 14   |
| 4      | Magnus Sheffield (USA)           | Ineos Grenadiers                   | 14   |
| 5      | Antonio Tiberi (ITA)             | Trek–Segafredo                     | 14   |
| 6      | Bruno Armirail (FRA)             | Groupama–FDJ                       | 12   |
| 7      | Samuele Zoccarato (ITA)          | Bardiani–CSF–Faizanè               | 12   |
| 8      | Georg Zimmermann (GER)           | Intermarché–Wanty–Gobert Matériaux | 8    |
| 9      | Martí Márquez (BEL)              | Equipo Kern Pharma                 | 8    |
| 10     | Alexis Gougeard (FRA)            | B&B Hotels–KTM                     | 7    |

### Soutěž mladých jezdců
| Pořadí | Jezdec                           | Tým                      | Čas         |
| ------ | -------------------------------- | ------------------------ | ----------- |
| 1      | Tobias Halland Johannessen (NOR) | Uno-X Pro Cycling Team   | 14h 40' 04" |
| 2      | Pau Miquel (ESP)                 | Equipo Kern Pharma       | + 5' 02"    |
| 3      | Louis Barré (FRA)                | Team U Nantes Atlantique | + 5' 49"    |
| 4      | Paul Lapeira (FRA)               | AG2R Citroën Team        | + 5' 56"    |
| 5      | Matis Louvel (FRA)               | Arkéa–Samsic             | + 6' 14"    |
| 6      | Daniel Méndez (COL)              | Equipo Kern Pharma       | + 6' 40"    |
| 7      | Magnus Sheffield (USA)           | Ineos Grenadiers         | + 6' 49"    |
| 8      | Corbin Strong (NZL)              | Israel–Premier Tech      | + 7' 12"    |
| 9      | Arne Marit (BEL)                 | Sport Vlaanderen–Baloise | + 9' 36"    |
| 10     | Antonio Tiberi (ITA)             | Trek–Segafredo           | + 10' 15"   |

### Soutěž týmů
| Pořadí | Tým                    | Čas         |
| ------ | ---------------------- | ----------- |
| 1      | Team TotalEnergies     | 44h 02' 28" |
| 2      | Trek–Segafredo         | + 13"       |
| 3      | Cofidis                | + 1' 02"    |
| 4      | Arkéa–Samsic           | + 1' 02"    |
| 5      | Groupama–FDJ           | + 1' 33"    |
| 6      | AG2R Citroën Team      | + 3' 36"    |
| 7      | Equipo Kern Pharma     | + 8' 14"    |
| 8      | Uno-X Pro Cycling Team | + 14' 38"   |
| 9      | B&B Hotels–KTM         | + 15' 58"   |
| 10     | Trek–Segafredo         | + 16' 39"   |